# Lingula anatina
Lingula anatina är en art av armfoting som beskrevs av den franska biologen Jean-Baptiste de Lamarck 1801. Den ingår i släktet Lingula och familjen Lingulidae. Inga underarter finns listade i Catalogue of Life.

## Bildgalleri

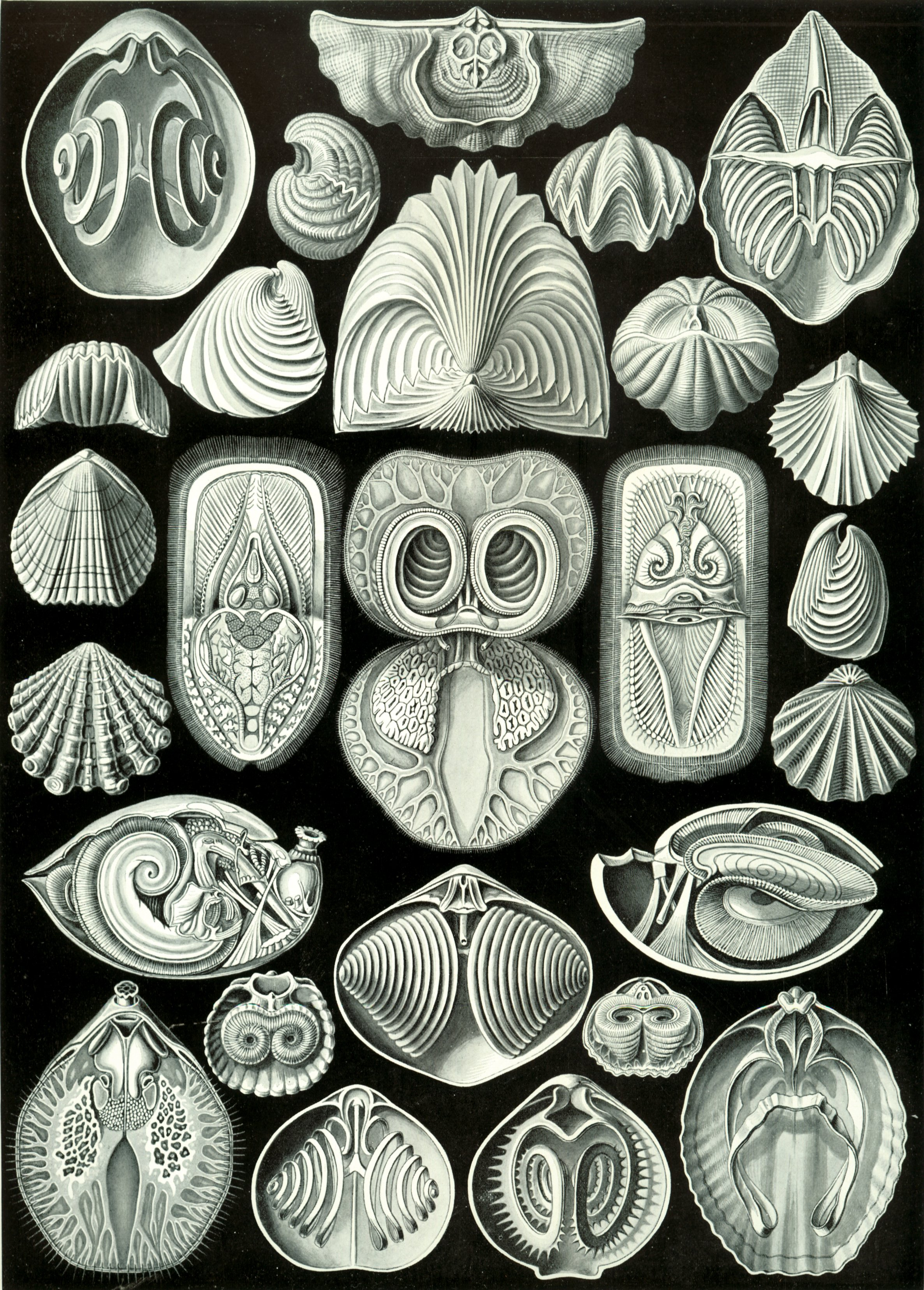
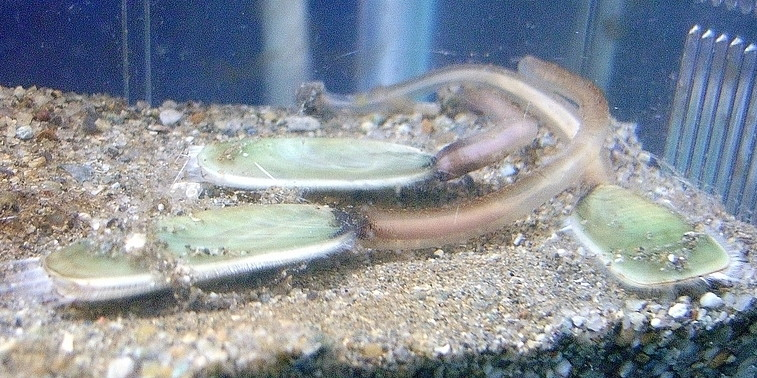
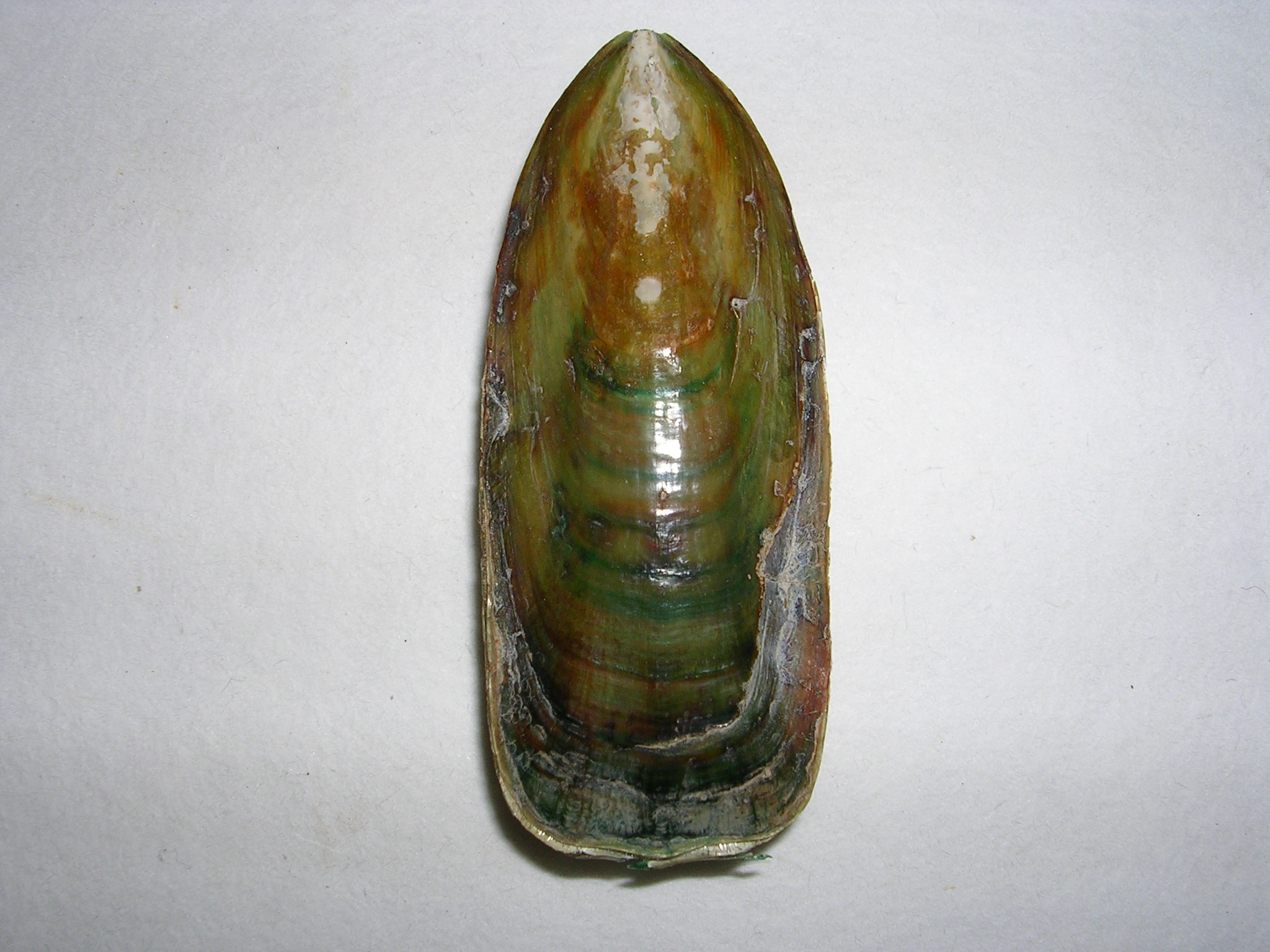
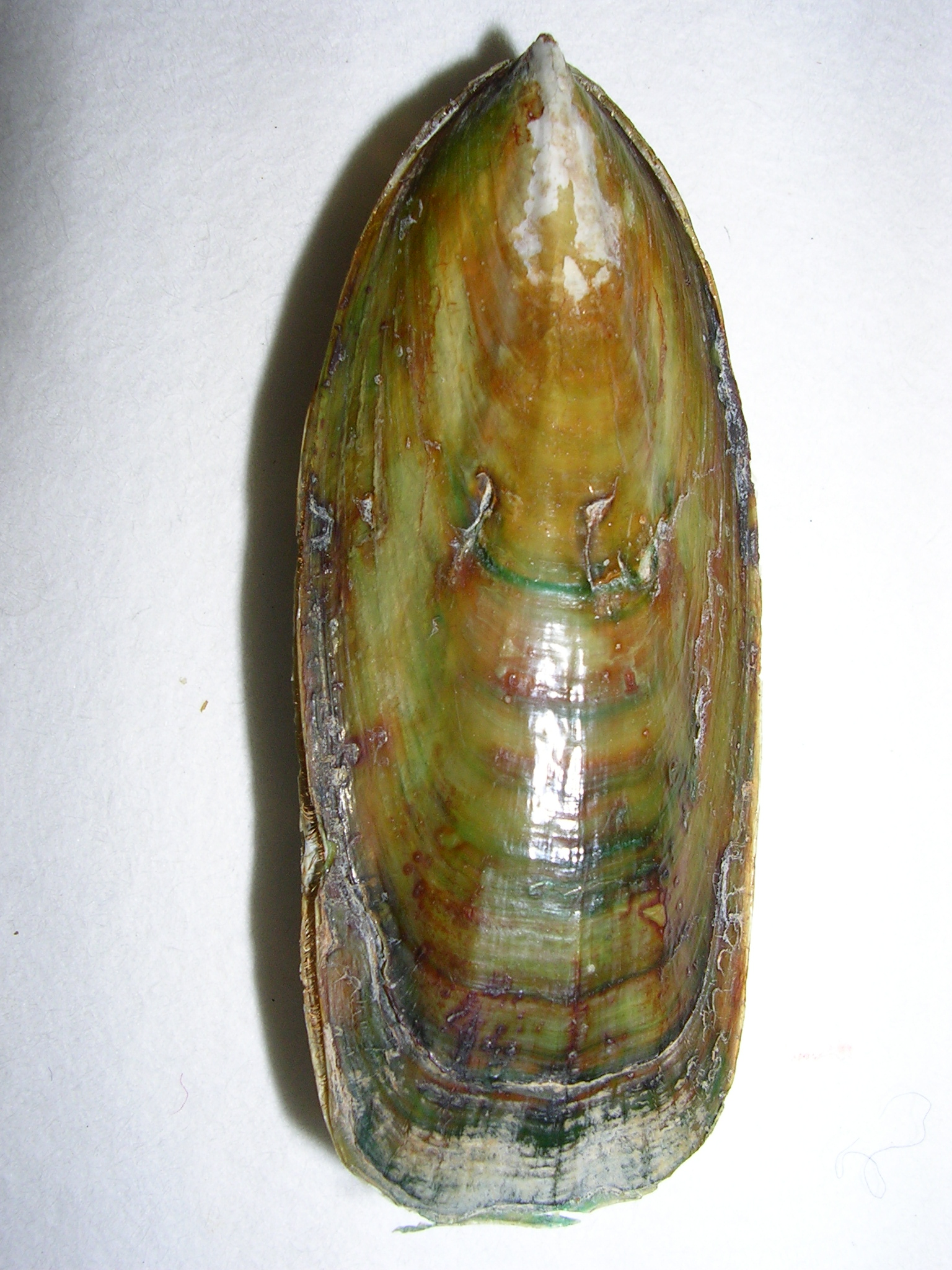
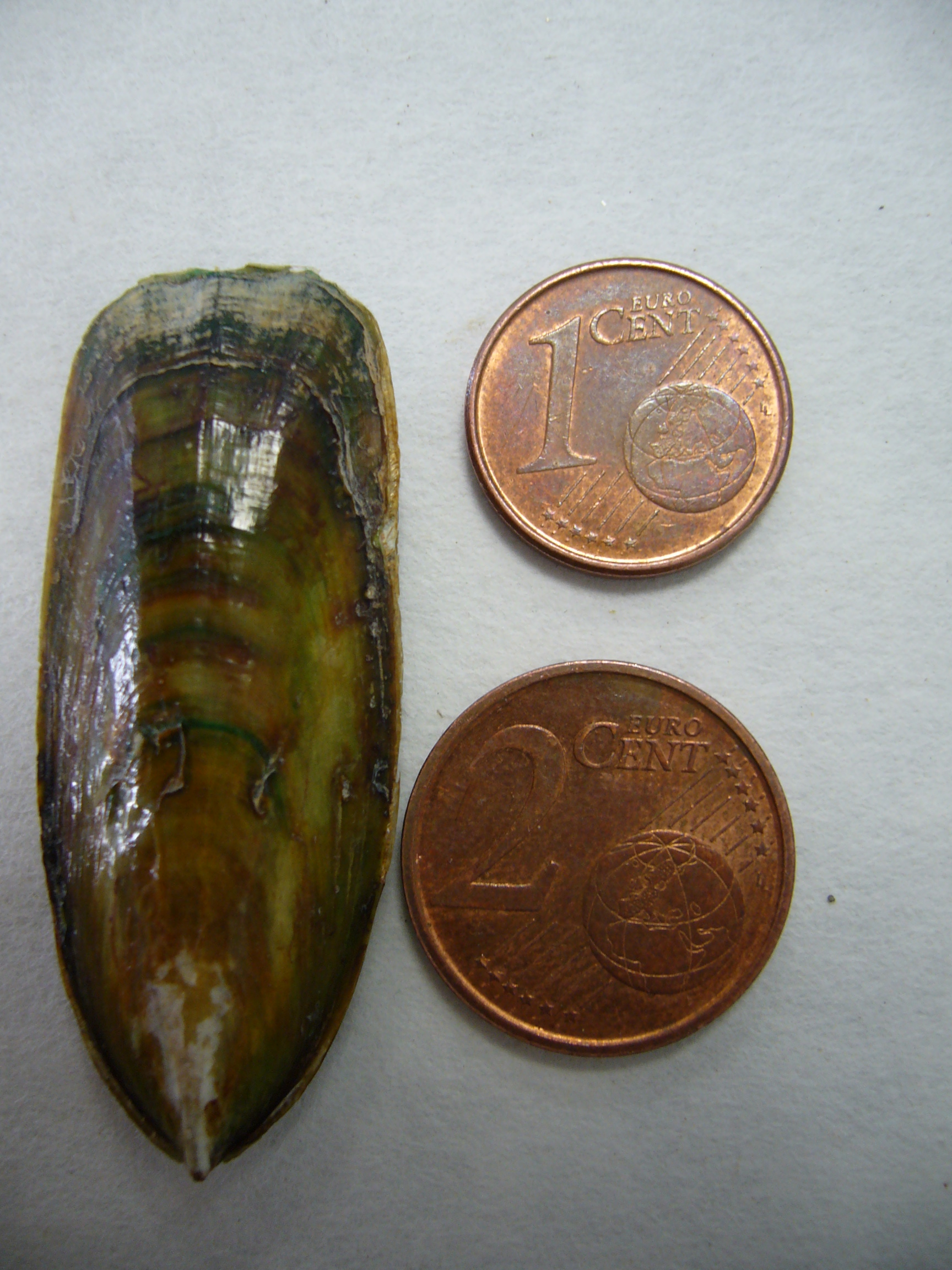